# Marc Almond/Diskografie
Diese Diskografie ist eine Übersicht über die musikalischen Werke des britischen Sängers und Songwriters Marc Almond. Den Schallplattenauszeichnungen zufolge hat er bisher mehr als 770.000 Tonträger verkauft, davon alleine in seiner Heimat über 460.000. Seine erfolgreichste Veröffentlichung ist die Single Something’s Gotten Hold of My Heart mit über 650.000 verkauften Einheiten.

## Alben

### Studioalben
| Jahr | Titel                              | Höchstplatzierung, Gesamtwochen, AuszeichnungChartplatzierungen (Jahr, Titel, Platzierungen, Wochen, Auszeichnungen, Anmerkungen) | Höchstplatzierung, Gesamtwochen, AuszeichnungChartplatzierungen (Jahr, Titel, Platzierungen, Wochen, Auszeichnungen, Anmerkungen) | Höchstplatzierung, Gesamtwochen, AuszeichnungChartplatzierungen (Jahr, Titel, Platzierungen, Wochen, Auszeichnungen, Anmerkungen) | Höchstplatzierung, Gesamtwochen, AuszeichnungChartplatzierungen (Jahr, Titel, Platzierungen, Wochen, Auszeichnungen, Anmerkungen) | Höchstplatzierung, Gesamtwochen, AuszeichnungChartplatzierungen (Jahr, Titel, Platzierungen, Wochen, Auszeichnungen, Anmerkungen) | Anmerkungen                                                  |
| Jahr | Titel                              | DE | AT | CH | UK | US | Anmerkungen                                                  |
| ---- | ---------------------------------- | --- | --- | --- | --- | --- | ------------------------------------------------------------ |
| 1984 | Vermin in Ermine                   | — | — | — | UK36 (2 Wo.)UK | — | Erstveröffentlichung: Oktober 1984 mit The Willing Sinners   |
| 1985 | Stories of Johnny                  | — | — | — | UK22 (3 Wo.)UK | — | Erstveröffentlichung: September 1985 mit The Willing Sinners |
| 1987 | Mother Fist and Her Five Daughters | — | — | — | UK41 (2 Wo.)UK | — | Erstveröffentlichung: 6. April 1987 mit The Willing Sinners  |
| 1988 | The Stars We Are                   | DE9 (17 Wo.)DE | AT15 (6 Wo.)AT | CH5 (9 Wo.)CH | UK41 Silber · (5 Wo.)UK | US144 (11 Wo.)US | Erstveröffentlichung: September 1988                         |
| 1989 | Jacques                            | — | — | — | — | — | Erstveröffentlichung: Dezember 1989                          |
| 1990 | Enchanted                          | DE73 (4 Wo.)DE | — | — | UK52 (1 Wo.)UK | — | Erstveröffentlichung: Juni 1990                              |
| 1991 | Tenement Symphony                  | — | — | — | UK39 (3 Wo.)UK | — | Erstveröffentlichung: 14. Oktober 1991                       |
| 1993 | Absinthe                           | — | — | — | — | — | Erstveröffentlichung: Oktober 1993                           |
| 1996 | Fantastic Star                     | — | — | — | UK54 (1 Wo.)UK | — | Erstveröffentlichung: 19. Februar 1996                       |
| 1999 | Open All Night                     | — | — | — | — | — | Erstveröffentlichung: März 1999                              |
| 2001 | Stranger Things                    | — | — | — | — | — | Erstveröffentlichung: 18. Juni 2001                          |
| 2003 | Heart on Snow                      | — | — | — | — | — | Erstveröffentlichung: 21. Oktober 2003                       |
| 2007 | Stardom Road                       | — | — | — | UK53 (1 Wo.)UK | — | Erstveröffentlichung: 4. Juni 2007                           |
| 2009 | Orpheus in Exile                   | — | — | — | — | — | Erstveröffentlichung: 6. Oktober 2009                        |
| 2010 | Varieté                            | — | — | — | — | — | Erstveröffentlichung: 7. Juni 2010                           |
| 2011 | Feasting with Panthers             | — | — | — | — | — | Erstveröffentlichung: 30. Mai 2011                           |
| 2014 | The Tyburn Tree (Dark London)      | — | — | — | — | — | Erstveröffentlichung: 24. Februar 2014                       |
| 2014 | The Dancing Marquis                | — | — | — | — | — | Erstveröffentlichung: 16. Juni 2014                          |
| 2014 | Ten Plagues – A Song Cycle         | — | — | — | — | — | Erstveröffentlichung: 7. Juli 2014                           |
| 2015 | The Velvet Trail                   | — | — | — | UK62 (1 Wo.)UK | — | Erstveröffentlichung: 9. März 2015                           |
| 2015 | Against Nature                     | — | — | — | — | — | Erstveröffentlichung: November 2015                          |
| 2016 | Silver City Ride                   | — | — | — | — | — | Erstveröffentlichung: 19. Juni 2016 mit Starcluster          |
| 2017 | Shadows and Reflections            | — | — | — | UK14 (1 Wo.)UK | — | Erstveröffentlichung: September 2017                         |
| 2018 | How To Destroy Angels              | — | — | — | — | — | Erstveröffentlichung: 3. August 2018 als Coil + Zos Kia      |
| 2018 | A Lovely Life to Live              | — | — | — | UK61 (1 Wo.)UK | — | Erstveröffentlichung: November 2018 mit Jools Holland        |
| 2020 | Chaos and a Dancing Star           | — | — | — | UK35 (1 Wo.)UK | — | Erstveröffentlichung: 31. Januar 2020                        |
| 2024 | I’m Not Anyone                     | — | — | — | UK92 (1 Wo.)UK | — | Erstveröffentlichung: 12. Juli 2024                          |

### Livealben
- 1993: 12 Years of Tears – Live at the Royal Albert Hall
- 1998: Live in Concert (mit Le Magia)
- 2000: Live at Liverpool Philharmonic Hall, 1992
- 2001: Live at the Union Chapel
- 2003: The Willing Sinner – Live at the Passion Church, Berlin
- 2008: In ’Bluegate Fields’ – Live at Wilton’s Music Hall
- 2009: Marc in Soho – Live at the London Palladium Soho Jazz Festival 1986
- 2012: Live in Barcelona at the Apollo 2007 – A Blue Star Official Bootleg

### Kompilationen
| Jahr | Titel                         | Höchstplatzierung, Gesamtwochen, AuszeichnungChartplatzierungen (Jahr, Titel, Platzierungen, Wochen, Auszeichnungen, Anmerkungen) | Höchstplatzierung, Gesamtwochen, AuszeichnungChartplatzierungen (Jahr, Titel, Platzierungen, Wochen, Auszeichnungen, Anmerkungen) | Höchstplatzierung, Gesamtwochen, AuszeichnungChartplatzierungen (Jahr, Titel, Platzierungen, Wochen, Auszeichnungen, Anmerkungen) | Höchstplatzierung, Gesamtwochen, AuszeichnungChartplatzierungen (Jahr, Titel, Platzierungen, Wochen, Auszeichnungen, Anmerkungen) | Höchstplatzierung, Gesamtwochen, AuszeichnungChartplatzierungen (Jahr, Titel, Platzierungen, Wochen, Auszeichnungen, Anmerkungen) | Anmerkungen                                      |
| Jahr | Titel                         | DE | AT | CH | UK | US | Anmerkungen                                      |
| ---- | ----------------------------- | --- | --- | --- | --- | --- | ------------------------------------------------ |
| 1984 | Memorabilia – The Singles     | — | — | — | UK8 (13 Wo.)UK | — | Erstveröffentlichung: 20. Mai 1991 mit Soft Cell |
| 2017 | Hits and Pieces – The Best of | — | — | — | UK7 Silber · (5 Wo.)UK | — | Erstveröffentlichung: 2017 mit Soft Cell         |

Weitere Kompilationen
- 1987: Singles 1984-1987
- 1992: A Virgin’s Tale – Volume 1
- 1992: A Virgin’s Tale – Volume 2
- 1995: Treasure Box
- 1997: Violent Silence / A Woman’s Story
- 1997: Flesh Volcano / Slut (mit Foetus)
- 1997: Violent Silence / Flesh Volcano (mit Foetus)
- 2002: Little Rough Rhinestones Volume 1
- 2003: In Session Volume 1
- 2003: In Session Volume 2
- 2006: Little Rough Rhinestones Volume 2
- 2016: Trials of Eyeliner: Anthology 1979–2016

### EPs
- 1986: A Woman’s Story (Some Songs to Take to the Tomb – Compilation One)
- 1986: Violent Silence
- 1987: Slut
- 2008: Brel Extras
- 2010: Nijinski Heart EP
- 2014: Tasmanian Tiger EP

## Singles

### Als Leadmusiker
| Jahr | Titel Album                                                                        | Höchstplatzierung, Gesamtwochen, AuszeichnungChartplatzierungen (Jahr, Titel, Album, Platzierungen, Wochen, Auszeichnungen, Anmerkungen) | Höchstplatzierung, Gesamtwochen, AuszeichnungChartplatzierungen (Jahr, Titel, Album, Platzierungen, Wochen, Auszeichnungen, Anmerkungen) | Höchstplatzierung, Gesamtwochen, AuszeichnungChartplatzierungen (Jahr, Titel, Album, Platzierungen, Wochen, Auszeichnungen, Anmerkungen) | Höchstplatzierung, Gesamtwochen, AuszeichnungChartplatzierungen (Jahr, Titel, Album, Platzierungen, Wochen, Auszeichnungen, Anmerkungen) | Höchstplatzierung, Gesamtwochen, AuszeichnungChartplatzierungen (Jahr, Titel, Album, Platzierungen, Wochen, Auszeichnungen, Anmerkungen) | Anmerkungen                                                |
| Jahr | Titel Album                                                                        | DE | AT | CH | UK | US | Anmerkungen                                                |
| ---- | ---------------------------------------------------------------------------------- | --- | --- | --- | --- | --- | ---------------------------------------------------------- |
| 1984 | The Boy Who Came Back Vermin in Ermine                                             | — | — | — | UK52 (5 Wo.)UK | — | Erstveröffentlichung: Juni 1984                            |
| 1984 | You Have / Split Lip Vermin in Ermine                                              | — | — | — | UK57 (4 Wo.)UK | — | Erstveröffentlichung: September 1984                       |
| 1984 | Tenderness Is a Weakness Vermin in Ermine                                          | — | — | — | UK88 (2 Wo.)UK | — | Erstveröffentlichung: November 1984                        |
| 1985 | Stories of Johnny                                                                  | — | — | — | UK23 (6 Wo.)UK | — | Erstveröffentlichung: August 1985                          |
| 1985 | Love Letter Stories of Johnny                                                      | — | — | — | UK68 (4 Wo.)UK | — | Erstveröffentlichung: Oktober 1985                         |
| 1986 | The House Is Haunted Stories of Johnny                                             | — | — | — | UK55 (4 Wo.)UK | — | Erstveröffentlichung: Januar 1986                          |
| 1986 | A Woman’s Story A Woman’s Story (Some Songs to Take to the Tomb – Compilation One) | — | — | — | UK41 (5 Wo.)UK | — | Erstveröffentlichung: 1986                                 |
| 1986 | Ruby Red Mother Fist and Her Five Daughters                                        | — | — | — | UK47 (3 Wo.)UK | — | Erstveröffentlichung: Oktober 1986 mit The Willing Sinners |
| 1987 | Melancholy Rose Mother Fist and Her Five Daughters                                 | — | — | — | UK71 (3 Wo.)UK | — | Erstveröffentlichung: Februar 1987                         |
| 1987 | Mother Fist Mother Fist and Her Five Daughters                                     | — | — | — | UK93 (1 Wo.)UK | — | Erstveröffentlichung: April 1987                           |
| 1988 | Tears Run Rings The Stars We Are                                                   | DE32 (18 Wo.)DE | — | — | UK26 (7 Wo.)UK | US67 (8 Wo.)US | Erstveröffentlichung: September 1988                       |
| 1988 | Bitter Sweet The Stars We Are                                                      | — | — | — | UK40 (4 Wo.)UK | — | Erstveröffentlichung: 24. Oktober 1988                     |
| 1989 | Something’s Gotten Hold of My Heart The Stars We Are                               | DE1 Gold · (20 Wo.)DE | AT2 (16 Wo.)AT | CH1 (14 Wo.)CH | UK1 Gold · (12 Wo.)UK | — | Erstveröffentlichung: 2. Januar 1989 mit Gene Pitney       |
| 1989 | Only the Moment The Stars We Are                                                   | DE60 (4 Wo.)DE | — | — | UK45 (3 Wo.)UK | — | Erstveröffentlichung: März 1989                            |
| 1990 | A Lover Spurned Enchanted                                                          | DE61 (10 Wo.)DE | — | — | UK29 (4 Wo.)UK | — | Erstveröffentlichung: Februar 1990                         |
| 1990 | The Desperate Hours Enchanted                                                      | — | — | — | UK45 (2 Wo.)UK | — | Erstveröffentlichung: Mai 1990                             |
| 1990 | Waifs and Strays Enchanted                                                         | — | — | — | UK88 (1 Wo.)UK | — | Erstveröffentlichung: November 1990                        |
| 1991 | Jacky Tenement Symphony                                                            | — | — | — | UK17 (6 Wo.)UK | — | Erstveröffentlichung: September 1991                       |
| 1992 | My Hand over My Heart Tenement Symphony                                            | DE56 (8 Wo.)DE | — | — | UK33 (5 Wo.)UK | — | Erstveröffentlichung: Januar 1992                          |
| 1992 | The Days of Pearly Spencer Tenement Symphony                                       | DE21 (16 Wo.)DE | AT16 (2 Wo.)AT | — | UK4 (7 Wo.)UK | — | Erstveröffentlichung: April 1992                           |
| 1993 | What Makes a Man a Man (Live) 12 Years of Tears                                    | — | — | — | UK60 (2 Wo.)UK | — | Erstveröffentlichung: 1993                                 |
| 1995 | Adored and Explored Fantastic Star                                                 | — | — | — | UK25 (3 Wo.)UK | — | Erstveröffentlichung: Mai 1995                             |
| 1995 | The Idol Fantastic Star                                                            | — | — | — | UK44 (2 Wo.)UK | — | Erstveröffentlichung: Juli 1995                            |
| 1995 | Child Star Fantastic Star                                                          | — | — | — | UK41 (2 Wo.)UK | — | Erstveröffentlichung: Dezember 1995                        |
| 1998 | Black Kiss Open All Night                                                          | — | — | — | UK84 (1 Wo.)UK | — | Erstveröffentlichung: Oktober 1998                         |

Weitere Singles
- 1999: My Love / Threat of Love (mit The Creatures)
- 2001: Glorious
- 2003: Gone But Not Forgotten
- 2007: I Close My Eyes and Count to Ten (mit Sarah Cracknell)
- 2008: Gabriel & the Lunatic Lover (mit Michael Cashmore)
- 2010: Nijinski Heart
- 2013: Burn Bright / The Dancing Marquis
- 2015: Scar
- 2015: Pleasure’s Wherever You Are
- 2015: Bad to Me
- 2015: Demon Lover
- 2017: A Kind of Love
- 2017: How Can I Be Sure

### Als Gastmusiker
| Jahr | Titel Album                               | Höchstplatzierung, Gesamtwochen, AuszeichnungChartplatzierungen (Jahr, Titel, Album, Platzierungen, Wochen, Auszeichnungen, Anmerkungen) | Höchstplatzierung, Gesamtwochen, AuszeichnungChartplatzierungen (Jahr, Titel, Album, Platzierungen, Wochen, Auszeichnungen, Anmerkungen) | Höchstplatzierung, Gesamtwochen, AuszeichnungChartplatzierungen (Jahr, Titel, Album, Platzierungen, Wochen, Auszeichnungen, Anmerkungen) | Höchstplatzierung, Gesamtwochen, AuszeichnungChartplatzierungen (Jahr, Titel, Album, Platzierungen, Wochen, Auszeichnungen, Anmerkungen) | Höchstplatzierung, Gesamtwochen, AuszeichnungChartplatzierungen (Jahr, Titel, Album, Platzierungen, Wochen, Auszeichnungen, Anmerkungen) | Anmerkungen                                                                  |
| Jahr | Titel Album                               | DE | AT | CH | UK | US | Anmerkungen                                                                  |
| ---- | ----------------------------------------- | --- | --- | --- | --- | --- | ---------------------------------------------------------------------------- |
| 1985 | I Feel Love (Medley) Hundreds & Thousands | DE16 (12 Wo.)DE | — | CH23 (3 Wo.)CH | UK3 (14 Wo.)UK | — | Erstveröffentlichung: 1985 mit Bronski Beat                                  |
| 1996 | Yesterday Has Gone Legend                 | — | — | — | UK58 (4 Wo.)UK | — | Erstveröffentlichung: Dezember 1996 mit P. J. Proby                          |
| 2000 | Please Stay –                             | — | — | — | UK91 (1 Wo.)UK | — | Erstveröffentlichung: 2000 Mekon feat. Marc Almond                           |
| 2001 | Total Eclipse Kassengift                  | DE22 (7 Wo.)DE | — | — | — | — | Erstveröffentlichung: 5. März 2001 Rosenstolz feat. Marc Almond & Nina Hagen |

Weitere Gastbeiträge
- 1987: This House Is a House of Trouble (Sally Timms and The Drifting Cowgirls feat. Marc Almond)
- 2001: Soul on Soul (System F feat. Marc Almond)
- 2004: Fuck the DJ EP (Punx Soundcheck feat. Marc Almond)
- 2004: Face Control EP (Replicant feat. Marc Almond)
- 2005: Delirious (Mekon feat. Marc Almond)
- 2005: Perfect Honey (Loverush UK! feat. Marc Almond)
- 2005: Baby’s on Fire (T-Total feat. Marc Almond)
- 2005: Prime Evil (King Roc feat. Marc Almond)
- 2005: Berlin Moon EP (Punx Soundcheck feat. Marc Almond)
- 2008: Smoke & Mirrors (Starcluster feat. Marc Almond)

## Videoalben
- 1987: Videos 1984 – 1987
- 1991: Memorabilia – The Video Singles
- 1992: Live in Concert
- 1993: 12 Years of Tears – Live at the Royal Albert Hall
- 2002: The Willing Sinner
- 2003: Live at the Union Chapel
- 2004: Live at the Lokerse Feesten 2000
- 2005: Sin Songs, Torch and Romance – Live at the Almeida Theatre 2004
- 2008: In ’Bluegate Fields’ – Live at Wilton’s Music Hall

## Sonderveröffentlichungen
Sonstige Gastbeiträge
- Guiltless und Stolen Kisses auf dem Psychic-TV-Album „Force the Hand of Chance“ (Nov 1982)
- The Hungry Years auf der Kompilation „The Whip“ (1983)
- Burning Boats auf dem Annie-Hogan-Album „Plays Kickabye“ (1985)
- Skin auf der The-Burmoe-Brothers-EP „Skin“ (Juli 1985)
- Love Amongst the Ruined auf dem Various-Artists-Album „If You Can’t Please Yourself, You Can’t Please Your Soul“ (Sept. 1985)
- Slut, 12″ zusammen mit J. G. Thirlwell unter dem Projektnamen Flesh Volcano (1987)
- Man in Black auf dem Tributealbum für Johnny Cash „’til Things Are Brighter“ (1988)
- Singt die Backing Vocals bei dem Track Who by Fire auf dem Album „Horse Rotorvator“ der Band Coil
- Shivers in Red auf dem Album „The Law of the Dream“ von Melinda Miel (April 1992)
- Like a Prayer auf der Kompilation „Ruby Trax“ (November 1992)
- Paint It Black, Rolling-Stones-Cover auf der Kompilation „Philharmania“, produziert von Mike Batt
- Idumæa auf dem Current-93-Album „Black Ships Ate the Sky“ (2006)

## Statistik

### Chartauswertung
|                     | DE    | AT    | CH    | UK     | US     |
| ------------------- | ----- | ----- | ----- | ------ | ------ |
| Nummer-eins-Alben   | DE—DE | AT—AT | CH—CH | UK—UK  | US—US  |
| Top-10-Alben        | DE1DE | AT—AT | CH1CH | UK2UK  | US10US |
| Alben in den Charts | DE2DE | AT1AT | CH1CH | UK11UK | US14US |

|                       | DE    | AT    | CH    | UK     | US    |
| --------------------- | ----- | ----- | ----- | ------ | ----- |
| Nummer-eins-Singles   | DE1DE | AT—AT | CH1CH | UK1UK  | US—US |
| Top-10-Singles        | DE—DE | AT1AT | CH—CH | UK2UK  | US—US |
| Singles in den Charts | DE8DE | AT2AT | CH2CH | UK28UK | US1US |

### Auszeichnungen für Musikverkäufe
Anmerkung: Auszeichnungen in Ländern aus den Charttabellen bzw. Chartboxen sind in ebendiesen zu finden.
| Land/RegionAuszeichnungen für Musikverkäufe (Land/Region, Auszeichnungen, Verkäufe, Quellen) | Silber     | Gold     | Platin | Verkäufe | Quellen           |
| -------------------------------------------------------------------------------------------- | ---------- | -------- | ------ | -------- | ----------------- |
| Deutschland (BVMI)                                                                           | —          | Gold1    | —      | 250.000  | musikindustrie.de |
| Vereinigtes Königreich (BPI)                                                                 | 2× Silber2 | Gold1    | —      | 520.000  | bpi.co.uk         |
| Insgesamt                                                                                    | 2× Silber2 | 2× Gold2 | —      |          |                   |